# Paolo Anfossi
Paolo Anfossi (Taggia, 1802 – Taggia, 1844) è stato un patriota italiano.

## Biografia
Studente di giurisprudenza, partecipò ai moti del 1821 come fedele mazziniano e dovette fuggire a Marsiglia.
Cospiratore nuovamente in Toscana, si recò infine a Napoli, dove fu scacciato dai Borboni.
Una via della periferia di Genova è a lui intitolata.